# Nederlands voetballer van het jaar uit de Eerste Divisie
De prijs voor de Nederlands voetballer van het jaar uit de Eerste Divisie is een Nederlandse voetbalprijs die jaarlijks wordt uitgereikt op het VVCS-gala. De prijs gaat naar de beste speler van de Eerste divisie.

## Winnaars
| jaar    | winnaar             | Land      | Club            |
| ------- | ------------------- | --------- | --------------- |
| 1984    | Remy Reynierse      | Nederland | VVV             |
| 1985    | Martin Jol          | Nederland | FC Den Haag     |
| 1986    | Peter van Velzen    | Nederland | RKC             |
| 1987    | Marcel Brands       | Nederland | RKC             |
| 1988    | Frans Thijssen      | Nederland | SBV Vitesse     |
| 1989    | Jerry Cooke         | Nederland | SVV             |
| 1990    | Ton Cornelissen     | Nederland | NAC             |
| 1991    | Erik Tammer         | Nederland | SBV Excelsior   |
| 1992    | John Mutsaers       | Nederland | RBC             |
| 1993    | Virgil Breetveld    | Nederland | Dordrecht'90    |
| 1994    | Folkert Velten      | Nederland | SC Heracles     |
| 1995    | Michel van Oostrum  | Nederland | Emmen           |
| 1996    | Michel van Oostrum  | Nederland | Emmen           |
| 1997    | Peter Wijker        | Nederland | AZ              |
| 1998/99 | Harry van der Laan  | Nederland | FC Den Bosch    |
| 1999/00 | David Connolly      | Ierland   | SBV Excelsior   |
| 2000/01 | Thomas Buffel       | België    | SBV Excelsior   |
| 2001/02 | Thomas Buffel       | België    | SBV Excelsior   |
| 2002/03 | Donny de Groot      | Nederland | Emmen           |
| 2003/04 | Klaas-Jan Huntelaar | Nederland | AGOVV Apeldoorn |

## Referentie
- RSSF